# Jimmie Vaughan
Jimmie Lawrence Vaughan (Dallas, 20 maart 1951) is een Amerikaanse bluesrockmuzikant (zang, gitaar), die bekend werd als mede-oprichter van The Fabulous Thunderbirds.

## Biografie
Jimmie Vaughan begon al zeer vroeg gitaar te spelen. Als tiener speelde hij bij verschillende garagerockbands, die echter allen zonder succes bleven. Op 19-jarige leeftijd verliet hij zijn geboorteplaats en verhuisde hij naar Austin, waar hij in enkele bluesbands speelde. In 1972 formeerde hij zijn eerste eigen band The Storm.
In 1974 ontmoette hij Kim Wilson, met wie hij spoedig daarna The Fabulous Thunderbirds formeerde. Pas in 1986, drie jaar na het landelijke succes van Vaughans kleinere broer, had de band hun doorbraak met een album. Na verdere drie jaren verliet Vaughan The Fabulous Thunderbirds, omdat hem de intussen vrij commerciële stijl van de band niet meer aanstond. Hij voegde zich daarop bij zijn broer Stevie Ray Vaughan. Het enige album Family Style van The Vaughan Brothers verscheen begin 1990 en kreeg in 1991 de Grammy Award als «Best Contemporary Blues Album».
In augustus overleed zijn broer Stevie Ray tijdens een helikopterongeluk. Jimmie Vaughan trok zich vervolgens terug uit de muziekbusiness, totdat hij in 1994 zijn solodebuut Strange Pleasures uitbracht. Er volgden Out There (1998) en Do You Get the Blues? (2001).
In 1989 speelde Jimmy Vaughan de gitarist in de band van Jerry Lee Lewis in de film Great Balls of Fire. In 1998 had hij een optreden in de film Blues Brothers 2000, waar hij optrad in de band The Louisiana Gator Boys, die speciaal voor de film werd geformeerd.
In 1997 wijdde Fender hem een eigen Fender Stratocaster-model.
- Bibsys: 7045166
- Bibliothèque nationale de France: cb14016445f (data)
- Gemeinsame Normdatei: 134883438
- International Standard Name Identifier: 0000 0001 1447 9380
- Library of Congress Control Number: n91118835
- MusicBrainz: dac15690-cbad-4692-a6bf-3bb0ae05cfe1
- Nationale Bibliotheek van Tsjechië: js20100301003
- Nationale Bibliotheek van Israël: 987007336951205171
- Nederlandse Thesaurus van Auteursnamen: 142267783
- Virtual International Authority File: 74049718
- WorldCat: E39PBJgRP98r7V7qmDTktYbrv3